# 巴辛
巴辛（Bakht Singh，1902年—2000年）是印度著名的基督教独立布道家，建立了數百個地方教會。
1902年，巴辛出生在印度旁遮普（今属巴基斯坦）的一个富裕的锡克人家庭。1926年从旁遮普大学毕业后，前往英国学习农业。他的父母不赞成他去英国，担心他会改变宗教信仰。在英国他接受了英国生活方式。他开始抽烟饮酒、出入戏院和舞厅，穿着昂贵的西式服装。后来他剪掉了锡克教标志的长发。  
1929年，巴辛前往加拿大温尼伯，就读于缅尼托巴大学。当地虔诚的基督徒海沃德夫妇邀请他与他们住在一起，并赠送圣经给他。巴辛最终被说服信仰基督教，并于1932年2月4日接受洗礼。
1933年，巴辛回到印度，在孟买传教时遇见父母。他的父母要求他为了家族的利益，保守改变信仰的秘密，他拒绝了。

## 印度其他基督教傳道人
- 孫大信